# Fiume Robinson (Nuova Zelanda)
Il fiume Robinson (in inglese Robinson River) è un fiume nella regione della West Coast, nell'isola del Sud della Nuova Zelanda. 
Esso è un tributario dell'Upper Grey River e gran parte del corso del fiume ricade all'interno del territorio del Lake Sumner Conservation Park.
Il fiume si origina sulle pendici del Mount Boscawen (1780 m) disposto sullo spartiacque circa 12 km a sud del Lewis Pass.
Quindi corre in direzione ovest-sudovest lungo una valle lunga e stretta, prima di girare verso nordovest per raggiungere l'Upper Grey.
Alcune mappe più vecchie mostrano il fiume con il nome di Marchant River o Marchant Robinson River.
Un sentiero da due giorni di escursione, noto come Robinson River track, risale lungo il fiume Robinson prima di attraversare una sella mediante un percorso segnalato per unirsi con il sentiero del lago Christabel.
Lungo il fiume vi sono due rifugi per escursionisti mantenuti dal Department of Conservation.

## Etimologia del nome
Il fiume è stato così chiamato in onore di un sovrintendente della Provincia di Nelson, John Perry Robinson (1809 – 1865).